# Symmetrischema
Symmetrischema é um gênero de traça pertencente à família Agonoxenidae.